# 分離拡大
体論という代数学の分野において、分離拡大（ぶんりかくだい、英: separable extension）は代数的な体の拡大 E ⊃ F であって、すべての α ∈ E に対して α の F 上の最小多項式が分離多項式である（すなわち相異なる根をもつ；この文脈における定義については下記を参照）ようなものである。そうでなければ、拡大は非分離 (inseparable) と呼ばれる。分離代数拡大の概念の他の同値な定義があり、これらは後でこの記事で概説される。
分離拡大の重要性は正標数のガロワ理論においてそれらが果たす基本的な役割にある。より具体的には、有限次体拡大がガロワ拡大であることと正規拡大かつ分離拡大であることが同値である。標数 0 の体や有限体の代数拡大は分離的だから、ガロワ理論のたいていの応用において分離性は障害ではない。例えば、有理数体のすべての代数拡大（特に有限次拡大）は分離的である。
数学において分離拡大はあらゆるところで現れるが、その対極である純非分離拡大もまたきわめて自然に現れる。代数拡大 E ⊃ F が純非分離拡大であることと、すべての α ∈ E ∖ F に対して α の F 上の最小多項式が分離多項式でない（つまり相異なる根をもたない）ことが同値である。体 F が非自明な純非分離拡大をもつためには、素数標数の無限体（すなわち例えば不完全）であることが必要である、なぜならば完全体の任意の代数拡大は分離的だからだ。

## インフォーマルな議論
ある体 F に係数をもつ任意の多項式 f は、deg(f) 個の根をある拡大体 E ⊃ F においてもつときに相異なる根 (distinct roots) をもつと言う。例えば、実係数多項式 g(X) = X2 + 1 はちょうど deg(g) = 2 つの根、すなわち虚数単位 i とその加法逆元 −i, を複素平面にもつ。したがってたしかに異なる根をもつ。一方、実係数多項式 h(X) = (X − 2)2 は異なる根をもたない。複素平面において 2 だけがこの多項式の根でありしたがって1つの根しか持たず deg(h) = 2 つではない。
多項式が相異なる根をもつかどうかテストするために、体の拡大を明示的に考えたり根を計算したりする必要はない。多項式が相異なる根をもつことと多項式とその微分の最大公約数が定数であることは同値である。例えば、上の段落の多項式 g(X) = X2 + 1 の微分は 2X であり、標数が 2 でない体上では g(X) − ((1/2) X) 2X = 1 であるので、ベズーの等式により、最大公約数は定数である。一方、2 = 0 であるような体上では、最大公約数は g であり、g(X) = (X + 1)2 は 1 = −1 を二重根としてもつ。一方、多項式 h は係数体がなんであれ相異なる根をもたない、実際 h(X) = (X − 2)2 の微分は 2(X − 2) であり h を割り切るので、(X − α)2 の形の因子を α = 2 に対して確かにもつ。
有理あるいは実係数の多項式は相異なる根をもたないかもしれないが、この段階で有理あるいは実係数の既約多項式であって相異なる根をもたないものが存在するか否かを問うことは自然である。多項式 h(X) = (X − 2)2 は相異なる根をもたないが、非自明な因子 (X − 2) をもつので既約ではない。実は、有理あるいは実係数の既約多項式であって相異なる根をもたないものは存在しないということは正しい。体論の言葉でいえば、Q あるいは R のすべての代数拡大は分離的でありそれゆえこれらの体は両方とも完全である。

## 分離・非分離多項式
F[X] の多項式 f が分離多項式 (separable polynomial) であるとは、F[X] における f のすべての既約因子が相異なる根をもつということである。多項式の分離性は係数をどの体で考えているかに依存する。例えば、g が F[X] の非分離多項式で、g の F 上の分解体 E を考えると、E[X] における g の任意の既約因子は線型でありしたがって相異なる根をもつので、g は E[X] において分離的である必要がある。これにもかかわらず、F[X] の分離多項式 h は F の すべての 拡大体上で分離的でなければならない。
F[X] の元 f を既約多項式とし f′ をその形式微分とする。このとき以下の条件は f が分離的である、すなわち相異なる根をもつための同値な条件である。
- E ⊃ F および α ∈ E であれば、(X − α)2 は E[X] において f を割らない[8]。
- K ⊃ F が存在して f は K において deg(f) 個の根をもつ[8]。
- f と f′ は F のどの拡大体においても共通根をもたない[9]。
- f′ は零多項式でない[10]。

上記最後の条件から、既約多項式が相異なる根をもたなければ、その微分は 0 でなければならない。次数が正の多項式の形式微分が 0 になるのは体が素数標数のときに限るから、既約多項式が相異なる根をもたないためにはその係数は素数標数の体に入っていなければならない。より一般に、既約（非零）多項式 f ∈ F[X] が相異なる根をもたなければ、 F の標数が（零でない）素数 p でなければならないだけでなく、ある既約多項式 g ∈ F[X] に対して f(X)=g(Xp) である。この性質を繰り返し用いることによって、実はある非負整数 n とある分離既約多項式 g ∈ F[X] に対して {\displaystyle f(X)=g(X^{p^{n}})} であるということが従う（ただし F は素数標数 p をもっているとする）。
上の段落に書かれた性質から、f が素数標数 p の体 F に係数をもつ既約（非零）多項式で、相異なる根をもたなければ、f(X)=g(Xp) と書くことができる。さらに、{\displaystyle g(X)=\sum a_{i}X^{i}} で F のフロベニウス自己準同型が自己同型であれば、g は {\displaystyle g(X)=\sum b_{i}^{p}X^{i}} と書くことができ、とくに、{\displaystyle f(X)=g(X^{p})=\sum b_{i}^{p}X^{pi}=(\sum b_{i}X^{i})^{p}} である。これは f の既約性に矛盾する。したがって、F[X] が非分離既約（非零）多項式をもつならば、F のフロベニウス自己準同型は自己同型ではありえない（ただし F は素数標数 p をもつとする）。
K が素数標数 p の有限体で X が不定元であれば、K 上の有理関数体 K(X) は不完全体である。さらに、多項式 f(Y)=Yp−X は非分離である。（このことを確かめるには、f が根 α をもつような拡大体 E ⊃ K(X) が存在することに注意しよう。すると E において {\displaystyle \alpha ^{p}=X} である。したがって、E 上で考えることにより、{\displaystyle f(Y)=Y^{p}-X=Y^{p}-\alpha ^{p}=(Y-\alpha )^{p}}（最後の等号は freshman's dream から従う）であり、f は相異なる根をもたない。）より一般に、F が正標数の任意の体でフロベニウス自己準同型が自己同型でなければ、F は非分離代数拡大を有する。
体 F が完全であることとその代数拡大のすべてが分離的であることは同値である（実は F のすべての代数拡大が分離的であることと F のすべての有限次元拡大が分離的であることは同値である）。上の段落で概説された議論から、F が完全であることと F の標数が 0 であるかまたは F の標数は素数 p でフロベニウス自己準同型が自己同型であることが同値であることが従う。

## 性質
- E ⊃ F が代数的な体の拡大であり、α, β ∈ E が F 上分離的であれば、α + β と αβ も F 上分離的である。とくに、F 上分離的な E のすべての元の集合は体をなす[15]。
- E ⊃ L ⊃ F が E ⊃ L と L ⊃ F が分離拡大であるようなものであれば、E ⊃ F は分離的である[16]。逆に、E ⊃ F が分離代数拡大で L が任意の中間体であれば、E ⊃ L と L ⊃ F は分離拡大である[17]。
- E ⊃ F が有限次分離拡大であれば、原始元をもつ。すなわち、α ∈ E であって E = F[α] となるものが存在する。この事実は原始元定理あるいは原始元についての Artin の定理 としても知られている。

## 代数拡大における分離拡大
分離拡大は任意の代数体拡大において極めて自然に生じる。より具体的には、E ⊃ F が代数拡大で {\displaystyle S=\{\alpha \in E|\alpha {\mbox{ is separable over }}F\}} であれば、S は F 上分離的で E が純非分離な唯一の中間体である。E ⊃ F が有限次拡大であれば、次数 [S : F] は拡大 E ⊃ F の次数の分離部分 (separable part)（あるいは E/F の分離次数 (separable degree)）と呼ばれ、しばしば [E : F]sep あるいは [E : F]s と表記される。E/F の非分離次数 (inseparable degree) は次数の分離次数による商である。F の標数が p > 0 であるときは、p のベキである。拡大 E ⊃ F が分離的であることと S = E であることは同値であるので、分離拡大に対しては [E : F]=[E : F]sep であり、逆も成り立つ。E ⊃ F が分離的でなければ（すなわち非分離であれば）[E : F]sep は [E : F] の非自明な約数である必要があり商は F の標数のベキである必要がある。
一方で、任意の代数拡大 E ⊃ F は F 上純非分離で E が分離であるような中間拡大 K をもたないかもしれない（しかしながら、そのような中間拡大は E ⊃ F が有限次正規拡大のとき確かに存在する（このとき K は F 上の E のガロワ群の固定体にとることができる））。そのような中間拡大が存在するならば、そして [E : F] が有限であれば、そして S が前の段落でのように定義されていれば、[E : F]sep=[S : F]=[E : K]。この結果の1つの有名な証明は原始元定理に依存するが、原始元定理とは独立なこの結果の証明は確かに存在する（どちらの証明も次の事実を用いる。K ⊃ F が純非分離拡大で f ∈ F[X] が分離既約多項式であれば、f は K[X] においても既約である。）。上記の等式（[E : F]sep=[S : F]=[E : K]）は次のことを証明するのに使える。E ⊃ U ⊃ F が [E : F] が有限であるようなものであれば、[E : F]sep=[E : U]sep[U : F]sep。
F が任意の体であれば、F の分離閉包 (separable closure) Fsep は F 上分離的な F の代数閉包の元全部からなる体である。これは F の極大ガロワ拡大である。定義によって、F が完全であることとその分離閉包と代数閉包が一致することは同値である（とくに、分離閉包の概念は不完全体に対してのみ興味がある）。

## 分離非代数拡大体の定義
分離拡大の理論の多くの重要な応用は代数体拡大の文脈から生じるが、数学において（代数的とは限らない）分離体拡大を研究することが有益な重要な例がある。
F/k を体の拡大とし p を k の characteristic exponent とする。k の任意の体拡大 L に対し、FL = L ⊗k F と書く（cf. 体のテンソル積）。このとき F は以下の同値な条件が成り立つときにk 上分離的 (separable over k) という。
- Fp と k は kp 上線型無関連である。
- Fk1/p は被約である。
- FL は k のすべての体拡大 L に対して被約である。

（言い換えれば、F は分離 k-代数であれば k 上分離的である。）
F/k の分離超越基底 (separating transcendence basis) は F の代数的独立な部分集合 T であって F/k(T) が有限分離拡大であるようなものである。拡大 E/k が分離的であることと E/k のすべての有限生成部分拡大 F/k が分離超越基底をもつことは同値である。
k の体拡大 L で FL が整域になるようなものが存在したとしよう。すると F が k 上分離的であることと FL の分数体が L 上分離的であることは同値である。
F の代数的な元はその最小多項式が分離的なときに k 上分離的 (separable over k) という。F/k が代数拡大であれば以下は同値である。
- F は k 上分離的である。
- F は k 上分離的な元からなる。
- F/k のすべての部分拡大は分離的である。
- F/k のすべての有限部分拡大は分離的である。

F/k が有限拡大であれば、以下は同値。
- (i) F は k 上分離的。
- (ii) {\displaystyle F=k(a_{1},...,a_{r})} ただし {\displaystyle a_{1},...,a_{r}} は k 上分離的。
- (iii) (ii) において r = 1 ととれる。
- (iv) K が k の代数閉包であれば、k を固定する F の K への埋め込みはちょうど [F : k] 個存在する。
- (v) K が k の任意の正規拡大で F の K への埋め込みが少なくとも1つ存在すれば、k を固定する F の K への埋め込みはちょうど [F : k] 個存在する。

上記において (iii) は原始元定理として知られている。
代数的閉包 k を固定し、k 上分離的な k のすべての元からなる集合を ks で表記する。すると ks は k 上分離代数的であり k の任意の分離代数拡大は ks に含まれる。それは k の（kにおける）分離閉包 (separable closure) と呼ばれる。このとき k は ks 上純非分離である。別の言い方をすれば、k が完全であることと k = ks は同値である。

## 微分による判定法
分離性はケーラー微分を使い研究することができる。F を体 k の有限生成体拡大とする。このとき
{\displaystyle \dim _{F}\operatorname {Der} _{k}(F,F)\geq \operatorname {tr.deg} _{k}F}
ただし等号成立と F が k 上分離的であることは同値。
とくに、F/k が代数拡大であれば、Derk(F, F) = 0 と F/k が分離的であることは同値である。
{\displaystyle D_{1},...,D_{m}} を Derk(F, F) の基底とし {\displaystyle a_{1},...,a_{m}\in F} とする。このとき F が {\displaystyle k(a_{1},...,a_{m})} 上分離代数的であることと行列 {\displaystyle D_{i}(a_{j})} が可逆であることは同値である。とくに、{\displaystyle m=\operatorname {tr.deg} _{k}F} であるとき、上の {\displaystyle \{a_{1},...,a_{m}\}} は分離超越基底 (separating transcendence basis) と呼ばれる。

### 注
1. ↑  「相異なる根をもつ」(have distinct roots) は「（重複を考えずに）根を2つ以上もつ」という意味ではない。例えば（実係数の）多項式 X − 2 は相異なる根をもち、(X−2)2 (X−3)2 は相異なる根をもたない。
2. ↑  「相異なる根をもたない」(do not have distinct roots) は「相異なる根をもつ」(have distinct roots) の否定である。
3. ↑  k の characteristic exponent は、k の標数が 0 なら 1 で、そうでなければ k の標数である。